# Hornica
Hornica (biał. Горніца) – wieś na Białorusi, położona w obwodzie grodzieńskim w rejonie grodzieńskim w sielsowiecie kopciowskim.
W latach 1921–1939 Hornica należała do gminy Hornica (której siedzibą była Kopciówka) w ówczesnym województwie białostockim.
Według Powszechnego Spisu Ludności z 1921 roku wieś zamieszkiwało 178 osób, 26 było wyznania rzymskokatolickiego, 152 prawosławnego. Jednocześnie 26 mieszkańców zadeklarował polską przynależność narodową, a 152 białoruską. Było tu 41 budynków mieszkalnych.